# Lasberg
Lasberg település Ausztriában, Felső-Ausztria tartományban, a Freistadti járásban, területe 43,8 km².

## Fekvése
Tengerszint feletti magassága 574 méter. Lasberg Grünbach, Sankt Oswald bei Freistadt, Gutau, Kefermarkt és Freistadt településekkel határos.

## Népesség
Lakosainak száma 2748 fő (2018. január 1.).